# Sphaerodactylus micropithecus
Espèce
Statut de conservation UICN

 DD  : Données insuffisantes
Sphaerodactylus micropithecus est une espèce de geckos de la famille des Sphaerodactylidae.

## Répartition
Cette espèce est endémique de l'île de Monito dans le banc de Porto Rico. Elle se limite à deux zones de l'île, le long des falaises au nord-ouest et sur la côte nord-est à proximité de Castle Rock. C'est une espèce très rare.

## Taxinomie
Quand il fut observé pour la première fois, Sphaerodactylus micropithecus paru fortement apparenté avec Sphaerodactylus monensis, un lézard endémique de l’île de Mona située environ 5 km au sud-ouest de Monito, ou avec Sphaerodactylus levinsi, endémique de l’île de Desecheo. Des études plus approfondies montrèrent que le plus proche parent de ce lézard était Sphaerodactylus macrolepis, une espèce commune dans l’archipel de Porto Rico.

## Protection
L'espèce fut découverte en mai 1974 quand un adulte et un œuf furent collectés sur l’île de Monito. L'extrême rareté peut s’expliquer par l’introduction des rats et la destruction de leur habitat, liée notamment à des entraînement de bombardements menés par l’US Navy après la Seconde Guerre mondiale. En 1982, une étude fut menée pour établir la taille réelle de la population : 18 individus furent observés. C’est pourquoi l’espèce fut placé sur la liste des espèces menacées le 15 octobre 1982 par United States Fish and Wildlife Service.

## Description
Du fait de sa rareté, l’espèce est mal connue. Sphaerodactylus micropithecus est gris-clair à hâlé avec des zones plus foncées au sommet de son corps. Sa taille maximale est de 36 mm.

## Alimentation
On ne connaît quasiment rien sur son alimentation, mais on suppose qu’il est insectivore ou carnivore, à l’instar des autres geckos.

## Reproduction
La période de reproduction semble s’étaler de mars à novembre. La femelle pond un ou deux œufs qui éclosent au bout de 2 à 3 mois.

## Publication originale
- Schwartz, 1977 : A new species of Sphaerodactylus (Sauria, Gekkonidae) from Isla Monito, West Indies. Proceedings of the Biological Society of Washington, vol. 90, p. 985-992 (texte intégral).